# Thecacoris madagascariensis
Thecacoris madagascariensis là một loài thực vật có hoa trong họ Diệp hạ châu. Loài này được A.Juss. miêu tả khoa học đầu tiên năm 1824.